# Гейсон

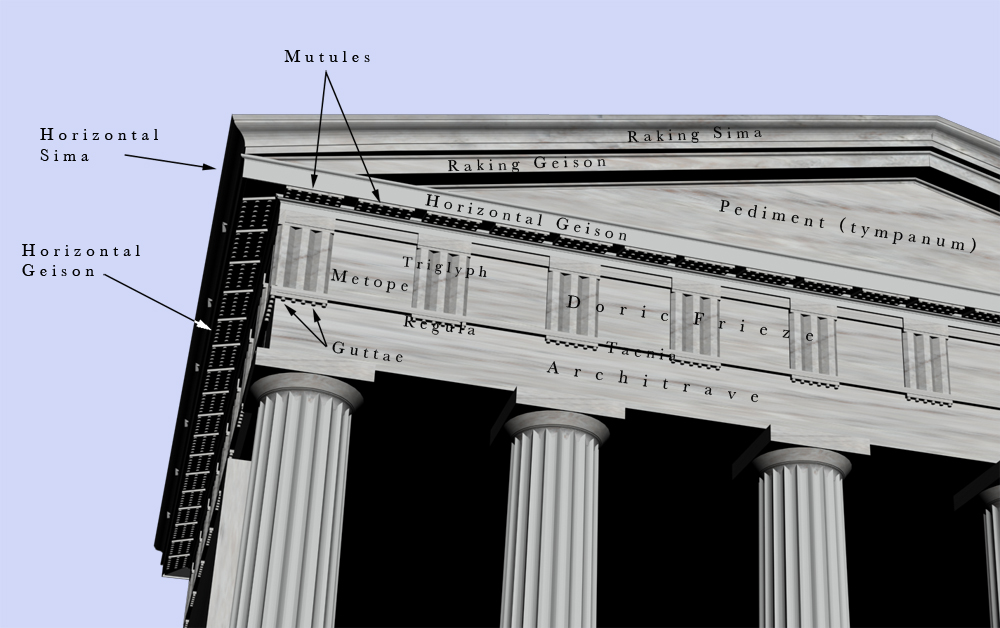
Гейсон — выступающий карниз с левой стороны изображения

Гейсон (др.-греч. γείσον — карниз, выступ) — в древнегреческой, а затем во всей классической ордерной архитектуре — название выступающей части, выносной плиты карниза (γεγραμμεύού — «отграничитель»).
Выступая над ниже расположенными частями антаблемента (архитравом и фризом), с лёгким наклоном вниз, такая плита предохраняет здание от потоков дождевой воды. В дорическом ордере нижняя плоскость гейсона оформляется мутулами — прямоугольными плитами, на которых находятся гутты («капли»). Сам карниз (гейсон с мутулами) во многих случаях поддерживают модульоны — S-образные кронштейны. Верхняя часть карниза оформляется симой, или «каблучком», — профилем, или обломом, двойной изгиб которого улучшает сток воды.
При двускатной кровле, типичной для древнегреческого и древнеримского храма, со сторон переднего и заднего фасадов гейсоны окаймляют треугольный фронтон: два — наклонно и один внизу горизонтально. По углам находятся акротерии. Плоскость, ограниченная гейсонами называется тимпаном. Такая схема стала типичной для многих зданий европейского классицизма, барокко и неоклассицизма независимо от их назначения.
В России в конце XVII — начале XVIII века этот элемент назывался гзымс или гезимс (через польск. gzyms из нем. Gesims). В архитектуре московского нарышкинского стиля и петровского барокко в Санкт-Петербурге первой четверти XVIII века этим словом называли любой причудливо изогнутый карниз, профиль, очертания которых заимствовали из трактатов западновропейских архитекторов барокко и маньеризма.